# Мединський заказник
Ме́динський зака́зник — гідрологічний заказник місцевого значення в Україні. Розташований на території Тернопільського району Тернопільської області, біля села Медин. 
Площа 18,1 га. Статус присвоєно у 1983 році. Перебуває у віданні: Воробіївська сільська рада — 4,87 га, ТОВ «Любава Плюс» — 13,23 га. 
Статус присвоєно для збереження частини заплави річки Самчик, водно-болотний масив вище і нижче ставу.